# Mampato

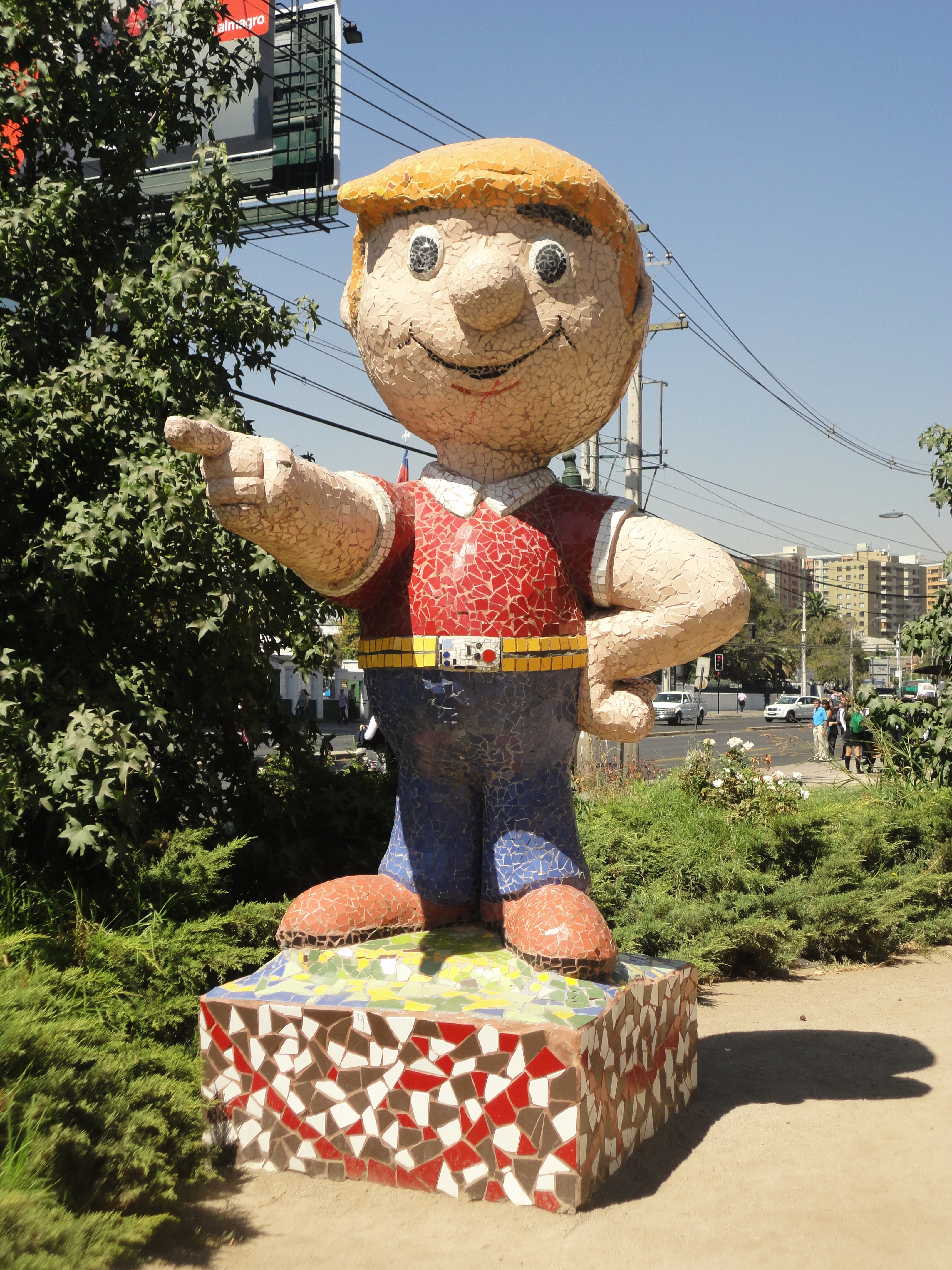
Statue du personnage de la bande dessinée chilienne "Mampato". Comic Park, San Miguel, Santiago du Chili.

Mampato est une série de bande dessinée publiée de 1968 à 1978 au Chili et principalement animée par Themo Lobos. Son personnage éponyme est un garçonnet de neuf ans qui voyage dans le temps et l'espace grâce à sa « ceinture spatio-temporelle » (cinto espacio-temporal).
Imaginée par Eduardo Armstrong (es) comme série titre de son magazine jeunesse homonyme (es), les huit premières pages en furent dessinées par Oskar (es) avant que Themo Lobos ne devienne le dessinateur attitré de la série. Oskar reprit ponctuellement la série entre 1973 et 1976, lorsque Themo Lobos ne parvenait plus à suivre les rythmes de publications. Extrêmement populaire en son temps, la série est restée emblématique de la bande dessinée chilienne (es).

## Adaptation au cinéma
La septième histoire de la série, Mata-ki-te-rangui, a fait l'objet d'une adaptation en long métrage d'animation, Ogú y Mampato en Rapa Nui, réalisée par  	Alejandro Rojas et sortie au Chili en 2002.

## Publications

### Périodiques
Sauf précision, l'auteur est Themo Lobos.
1. Mampato, dans Mampato n°1-11, 1968-1969. Oskar a dessiné les huit premières pages de l'histoire.
2. Kilikilis y Golagolas, dans Mampato n°12-22, 1969.
3. Mampato en la Escuela, dans Mampato n°23, 1969.
4. Los Verdines, dans Mampato n°24-34, 1969-1970.
5. En la corte del Rey Arturo, dans Mampato n°35-56, 1970.
6. Mampato y Rena en el Siglo 40, dans Mampato n°57-68, 1970-1971.
7. Mampato en Bagdad, dans Mampato n°69-92, 1971.
8. Mampato en Rapa Nui, dans Mampato n°93-104, 1971-1972.
9. Mampato en África, dans Mampato n°105-128, 1972.
10. Patria Vieja y Reconquista, dans Mampato n°129-152, 1972.
11. Palito Májiko, dans Mampato n°153-164, 1972-1973.
12. Oskar, dans Mampato n°La Atlántida, dans Mampato n°165-171, 1973.
13. Árbol Gigante, dans Mampato n°172-183, 1973.
14. Rebelión de los Mutantes, dans Mampato n°184-196, 1973.
15. Oskar, dans Mampato n°El Planeta Maligno, dans Mampato n°197-205, 1973.
16. Far West, dans Mampato n°206-228, 1973-1974.
17. Los Vikingos, dans Mampato n°229-240, 1974.
18. Oskar,Neptuno, dans Mampato n°241-249, 1974.
19. El Piloto loco, dans Mampato n°250-257 et 263-267, 1974-1975.
20. Balleneros, dans Mampato n°267-278 et 292-303, 1975.
21. Kolofón, dans Mampato n°279-291, 1975.
22. Amenaza Submarina, dans Mampato n°304-321, 1975-1976.
23. Oskar, dans Mampato n°Mampato y los piratas, dans Mampato n°322-331, 1976.
24. Mampato y los griegos, dans Mampato n°332-345, 1976.
25. Oskar, dans Mampato n°Los Neutrinos, dans Mampato n°346-348, 1976.
26. Amenaza Cibernética, dans Mampato n°349-353, 1976.
27. Mampato y el Olimpo, dans Mampato n°354-365, 1976-1977.
28. Los Suterones, dans Mampato n°366-377, 1977.
29. Los Mosqueteros, dans Mampato n°378-399, 1977.
30. El Huevo, dans Mampato n°400-418, 1977-1978.
31. Mampato en el Tíbet, dans Pimpín n°1-4.
32. Agú, dans Ogú n°1.
33. Mampato y los piratas, dans Ogú n°2.

### Albums
1. Kilikilis y Golagolas, Santiago : Dolmen, 1996.
2. Rena en el Siglo XL, Santiago : Dolmen, 1997.
3. La Corte del Rey Arturo, Santiago : Dolmen, 1997.
4. Morgana la hechicera, Santiago : Dolmen, 1997.
5. Bromisnar de Bagdad, Santiago : Dolmen, ?.
6. ¡Sésamo, abre!, Santiago : Dolmen, ?.
7. Mata-ki-te-rangui, Santiago : Dolmen, 1998.
8. El árbol gigante, Santiago : Dolmen, 1999.
9. La rebelión de los mutantes, Santiago : Dolmen, 1999.
10. ¡Vienen los Vikingos!, Santiago : Dolmen, 1999.
11. El mundo submarino, Santiago : Dolmen, 2002.
12. La reconquista, Santiago : Dolmen, ?.
13. El cruce de los Andes, Santiago : Dolmen, 2002.
14. ¡Los Suterones!, Santiago : Dolmen, ?.
15. El palito májiko, Santiago : Dolmen, ?.
16. Dos ases del aire, Santiago : Dolmen, ?.
17. La amenaza cibernética, y otros cuentos, Santiago : Dolmen, ?.
18. En el Congo, Santiago : Dolmen, ?.
19. El marfil de los matabekes, Santiago : Dolmen, ?.
20. ¡Arde Troya!, Santiago : Dolmen, 2005.
21. Los mosqueteros, Santiago : Dolmen, 2006.
22. ¿En el Olimpo?, Santiago : Dolmen, ?.
23. En el far-west, Santiago : Dolmen, ?.
24. La fiebre del oro, Santiago : Dolmen, 2011.  (ISBN 9789562623759)